# Estreito de Messina

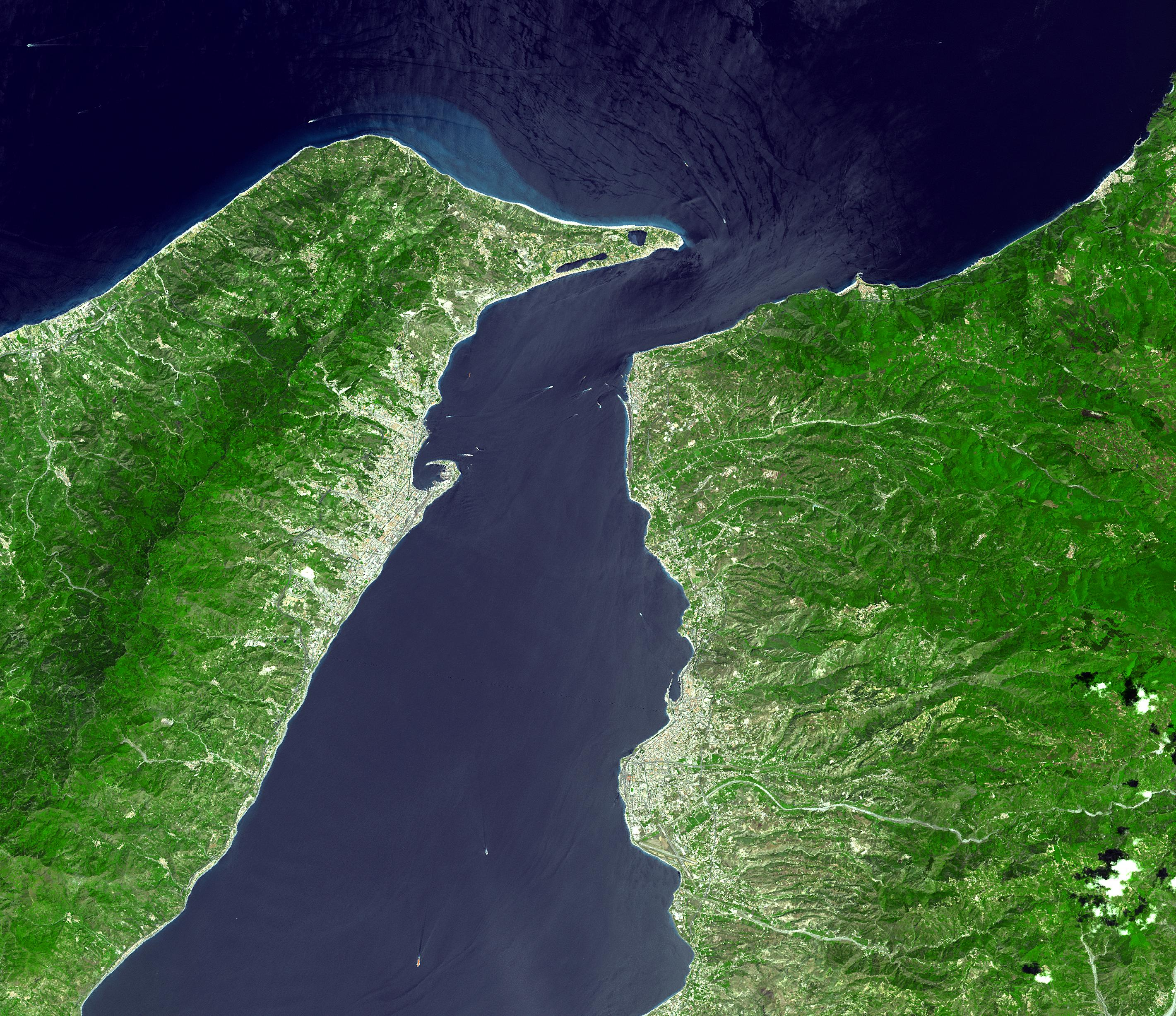
Foto satélite do Estreito de Messina, Junho 2002. Cortesia NASA.

O estreito de Messina (em italiano Stretto di Messina) é um estreito no mar Mediterrâneo que separa a península Itálica da ilha da Sicília e que liga o mar Jônico ao mar Tirreno. Sua menor largura é de 3,3 km.
Um ferry-boat, denominado como Villa, conecta Messina (Sicília) com o continente em Villa San Giovanni, na Calábria.
No estreito de Messina é comum produzir-se a ilusão óptica conhecida como Fata Morgana.

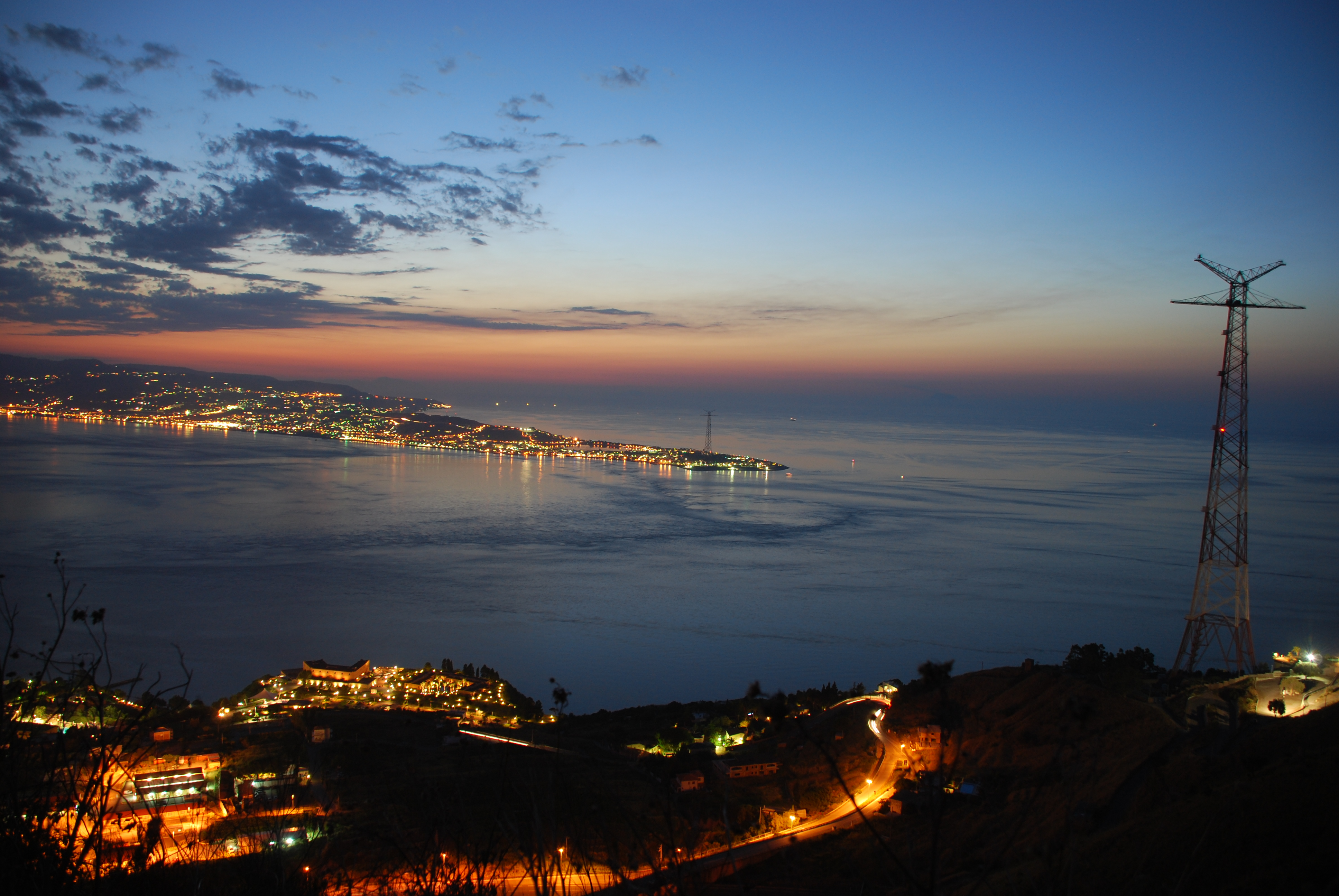
Estreito de Messina

Na mitologia grega, o estreito de Messina era o lar de um monstro chamado Cila, que tinha o corpo híbrido de uma mulher e seis bestas.
A cada cinco ou dez anos, novos debates inflamam a Itália sobre a construção de uma ponte que ligaria a Sicília ao continente. Se um dia for construída, será a maior ponte a arco simples do mundo, com uma envergadura de 3300 metros e os avanços tecnológicos tornam esta hipótese cada vez mais provável. O mais recente projeto estava programado para começar em 2006, com uma duração de seis anos e um custo total de 4,6 bilhões de Euros.
Em maio de 2023, o senado italiano aprovou o decreto que cria a empresa que vai gerir a construção de uma ponte entre a península e a ilha da Sicília, um projeto planeado mas não executado mais uma vez prometido.
O projeto foi retomado pelo governo da primeira ministra Giorgia Meloni, com aprovação até junho, a obra tem previsão de início no verão de 2025.